# Maarten van Dulm
Maarten Hendrik van Dulm (Arnhem, 4 augustus 1879 - Wassenaar, 25 april 1949) was een Nederlands militair en schermer.
Van Dulm nam deel aan de Olympische Zomerspelen in 1924 en 1928. Met het Nederlands team won hij op het onderdeel sabel een bronzen medaille.
Hij kwam in 1900 bij de Koninklijke Marine en was tussen 1919 en 1922 redacteur van het Marineblad. In 1924 werd Van Dulm kapitein-luitenant ter Zee. Hierna werd hij waarnemend commandant op de Hr. Ms. Java en was bevelhebber van achtereenvolgens de Hr. Ms. Van Speijk, de Hr. Ms. Jacob van Heemskerck en de Hr. Ms. Gelderland. In 1932 was hij elf maanden Chef Staf Marine in Nederlands-Indië waarna hij daar commandant van het Nederlands Eskader werd en tijdelijk commandant van de Hr. Ms. Java. Van april 1934 tot maart 1936 was hij commandant der Zeemacht in Nederlands-Indië en hoofd van het Departement der Marine in Batavia. Hierna werd hem eervol ontslag verleend.
In 1937 werd Van Dulm voorzitter van de International Board for Non-Intervention in Spain in Londen. Op 10 december 1938 werd hem eervol ontslag verleend. Hij werd onder meer onderscheiden als Ridder in de Orde van de Nederlandse Leeuw en Commandeur in de Orde van Oranje-Nassau.